# Monti Silvestri
I Monti Silvestri (o Crateri Silvestri) sono due coni formatisi a Nord di Nicolosi, a quota 1.900 m circa, alle pendici del vulcano Etna.

## Storia
La loro formazione risale all'eruzione del 1892: questa ebbe inizio il 9 luglio con la formazione di una frattura radiale, e quindi di una bottoniera di cinque crateri, fra quota 2025 e 1800 m, sul versante sud dei fianchi del vulcano. Durò 173 giorni percorse circa 7 chilometri, fino a lambire i Monti Rossi dal lato orientale, fermandosi poco al di sopra di Nicolosi, a quota 970 m s.l.m.

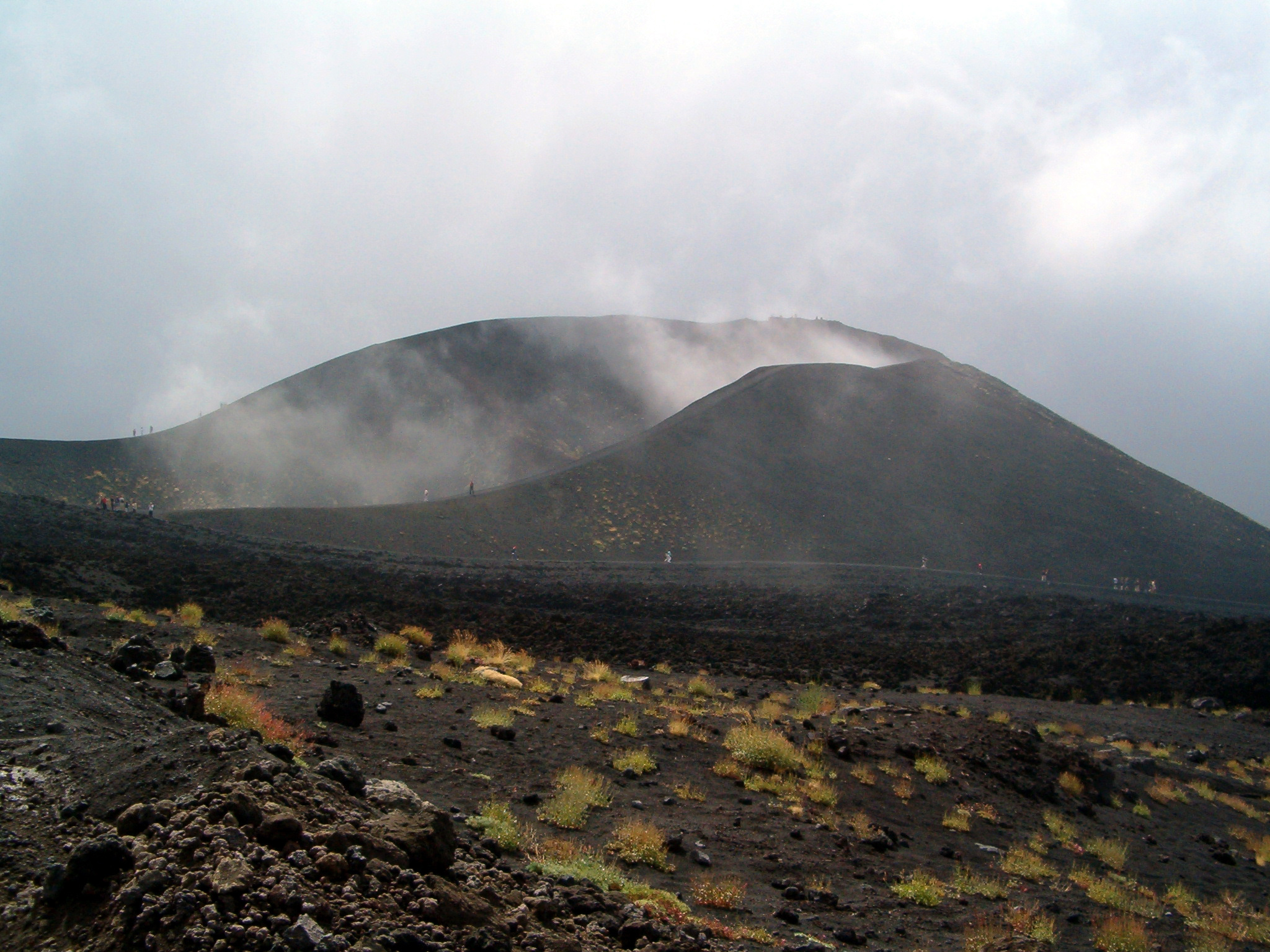
Silvestri Superiore dal sentiero per la Montagnola

Il 29 dicembre dello stesso anno l'eruzione poteva dirsi conclusa.
I due crateri che costituiscono l'apparato eruttivo principale (Superiore ed Inferiore) il 7 agosto 1892 furono intitolati dall'assemblea dei soci del Club Alpino Italiano di Catania al noto vulcanologo Orazio Silvestri, morto due anni prima, e che del CAI era stato anche presidente.
Sono oggi tra i coni più noti dell'intero edificio vulcanico perché a ridosso di una delle aree turistiche più frequentate dell'Etna, quella del Rifugio Sapienza e della Funivia dell'Etna: fra il Monte Silvestri Superiore e quello immediatamente sotto, il Monte Silvestri Inferiore, passa la strada provinciale SP 92 che da Nicolosi porta al piazzale del Rifugio Sapienza e quindi ridiscende a Zafferana Etnea.

## Galleria d'immagini

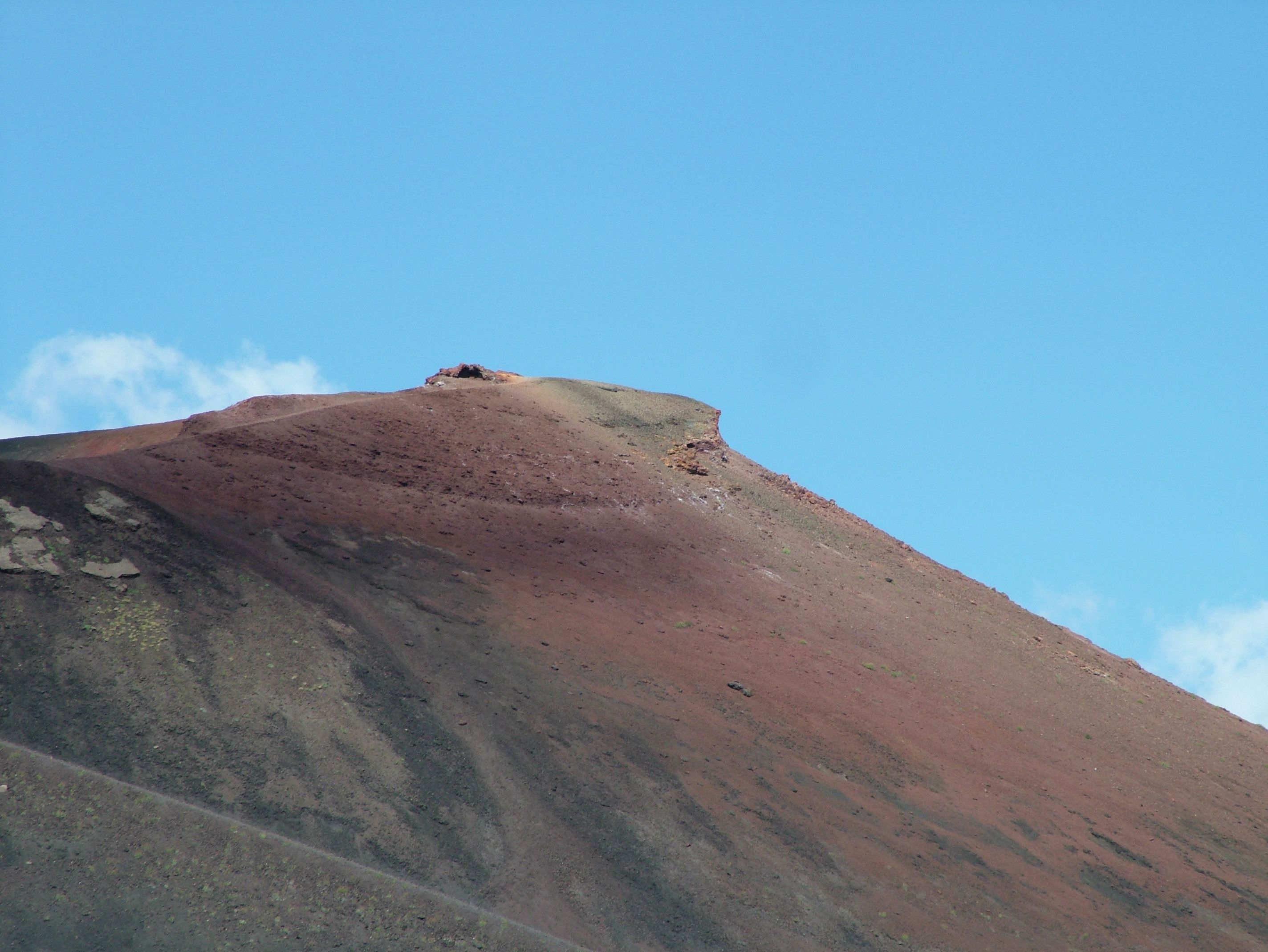
Cima del Silvestri Superiore
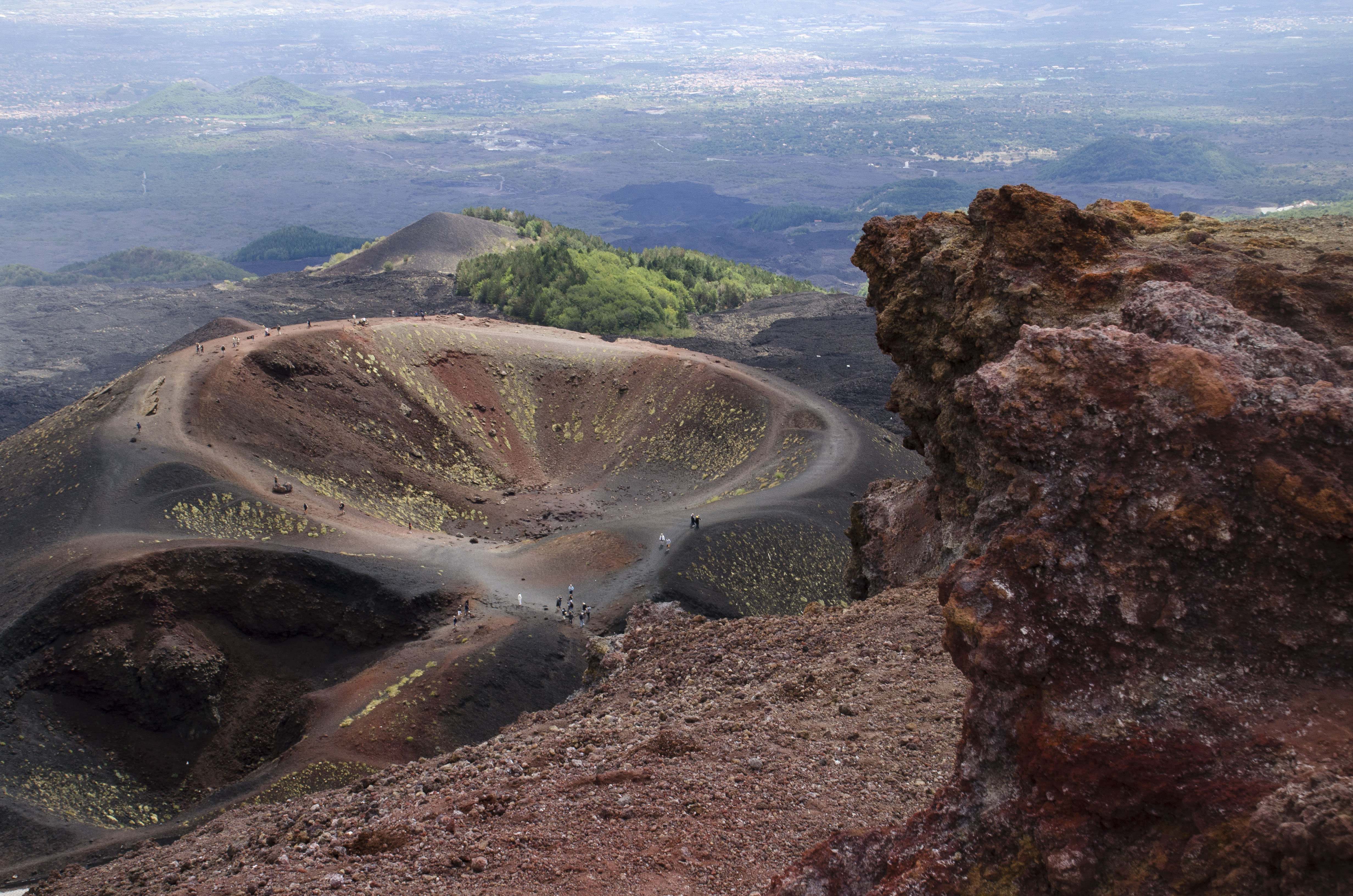
Silvestri Inferiore fotografato dal Superiore
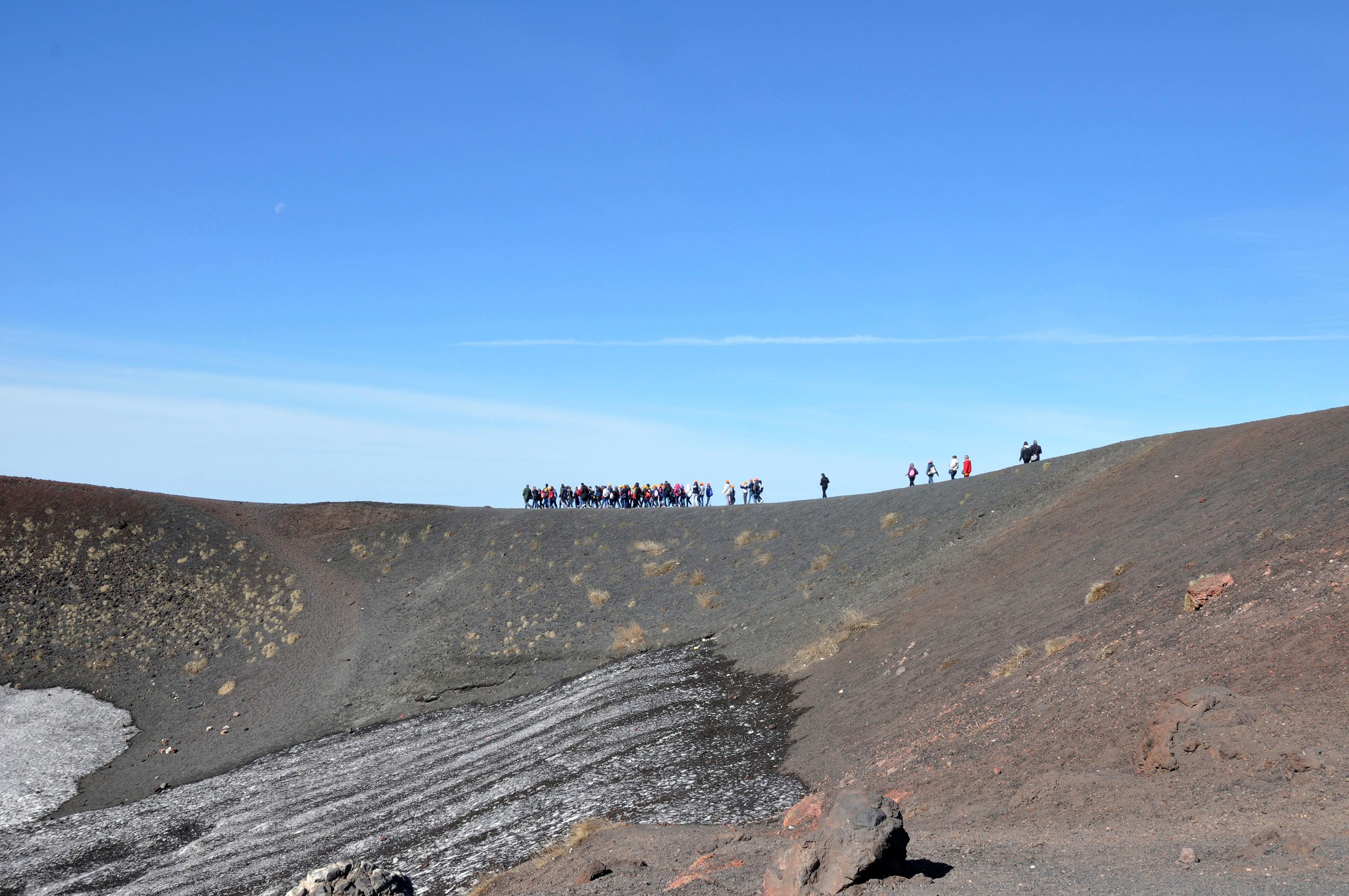
Turisti sul bordo del Silvestri Inferiore
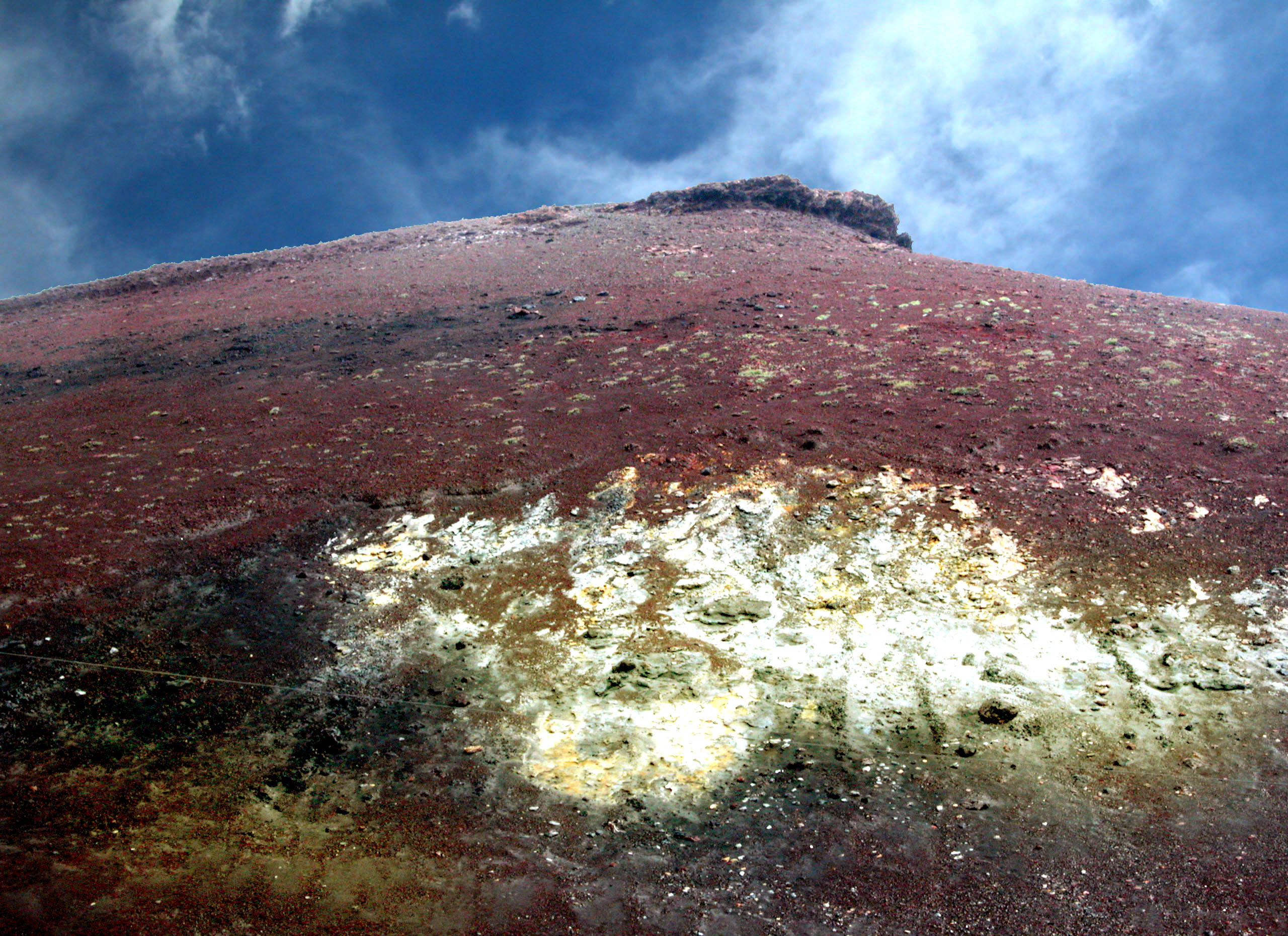
Silvestri Superiore con deposito di zolfo
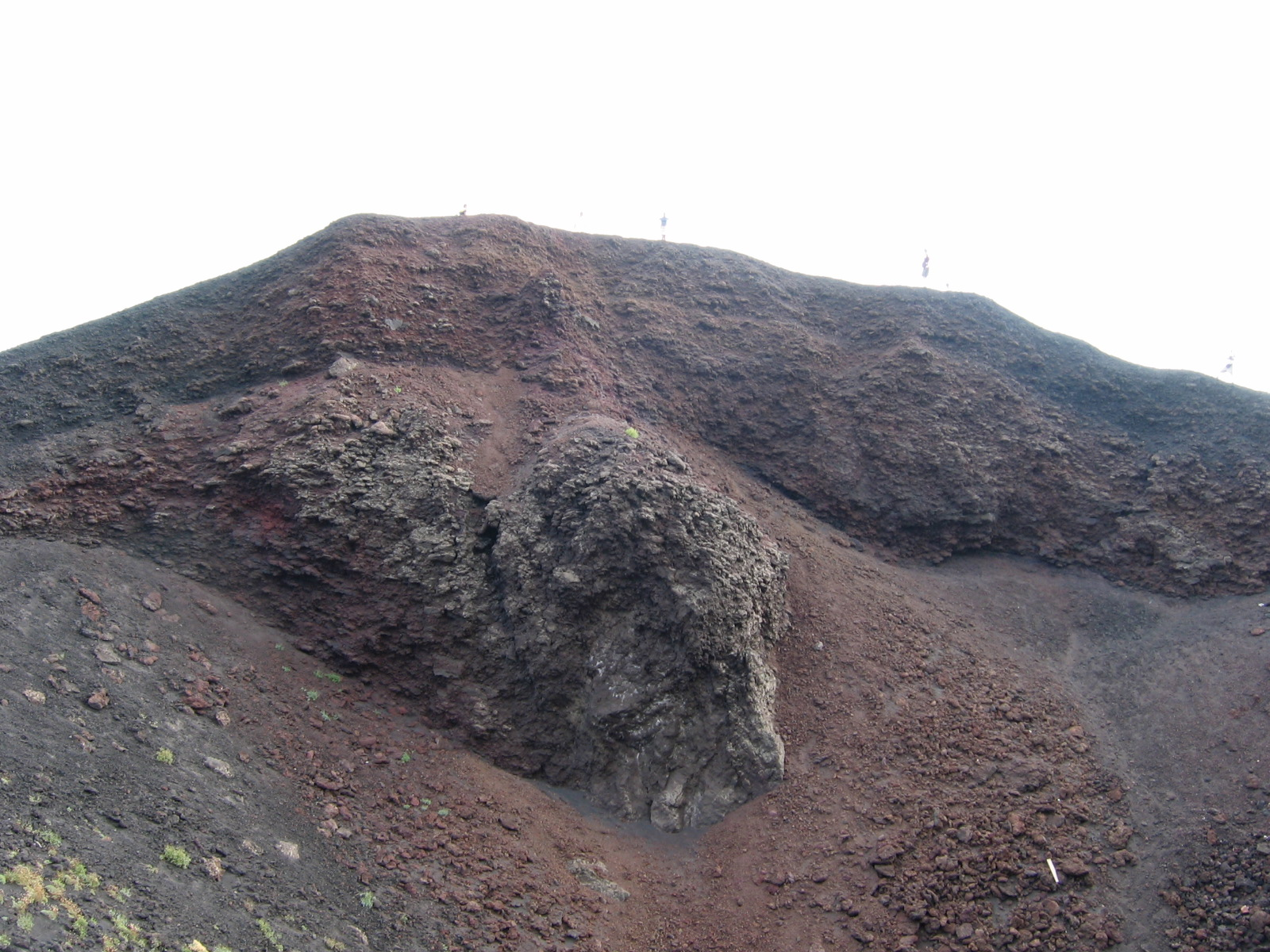
Interno del Superiore
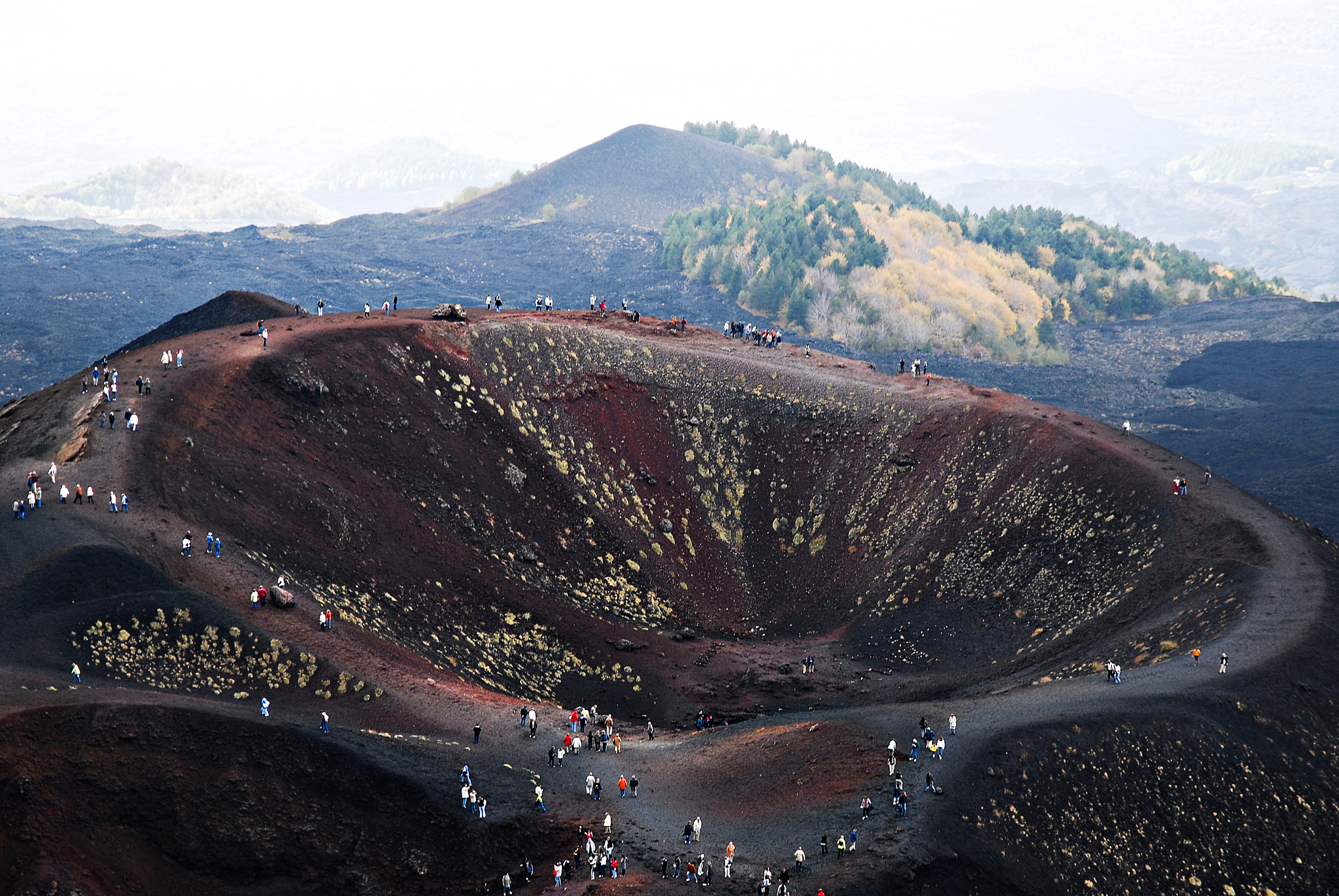
Camminamento turistico
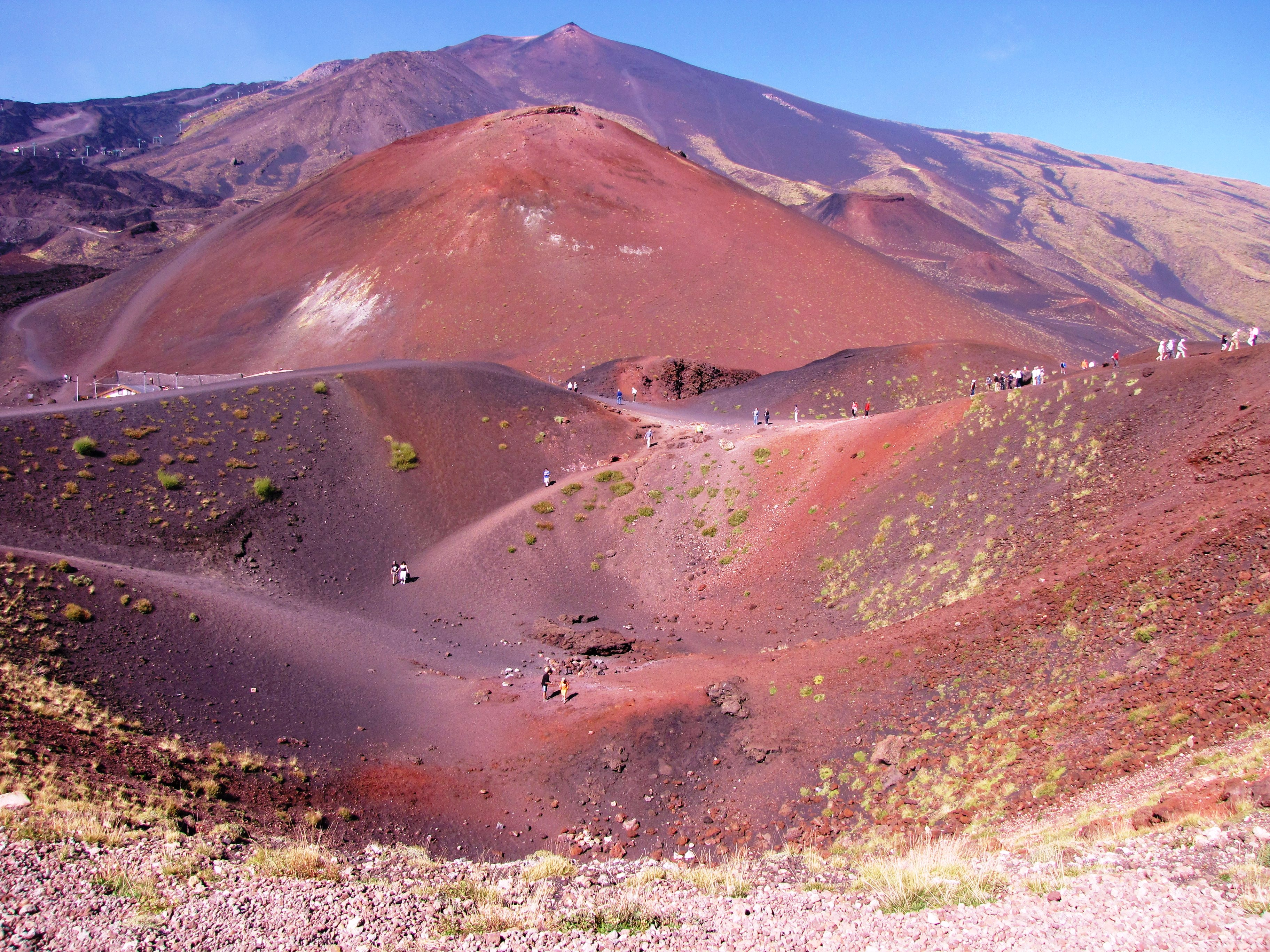
Monti Silvestri